# Le Joueur d'échecs (court métrage)
 (juillet 2013).
Si vous disposez d'ouvrages ou d'articles de référence ou si vous connaissez des sites web de qualité traitant du thème abordé ici, merci de compléter l'article en donnant les références utiles à sa vérifiabilité et en les liant à la section « Notes et références ».
Pour les articles homonymes, voir Le Joueur d'échecs (homonymie).
Pour plus de détails, voir Fiche technique et Distribution.
Le Joueur d'échecs (Geri's Game) est un court métrage d'animation américain des studios Pixar réalisé par Jan Pinkava en 1997.

## Synopsis
Un vieillard entame une partie d'échecs en extérieur dans un paysage d'automne, en solitaire. Mais très vite, son alter ego, représentant la jeunesse et la sportivité, va prendre place face à lui et tenter de le battre au jeu d'échecs. Il va presque y parvenir, lorsqu'il ne restera plus au vieillard qu'une seule pièce, son alter ego ricanant d'un air sarcastique, mais il a la ruse que son alter ego n'a pas : simulant une crise cardiaque, il se relève et retourne le plateau de jeu sans que son « adversaire » s'en aperçoive. Il gagne ainsi la partie sous l'œil incrédule de l'autre qui ne comprend pas mais ne parvient pourtant pas à saisir le problème. Il rend donc au vieillard ce qui lui est dû, à savoir son dentier qu'il remet en place dans sa bouche, riant à son tour d'un rire moqueur. Le court métrage s'achève sur un plan large du paysage où l'on voit clairement que le vieillard est seul autour de la table. Le film est sans paroles mais contient des exclamations inarticulées et le rire à la fin.

## Fiche technique
- Titre : Le Joueur d'échecs
- Titre original : Geri's Game
- Réalisation et scénario : Jan Pinkava
- Musique : Gus Viseur
- Production : John Lasseter
- Société de production : Pixar Animation Studios
- Pays de production :  États-Unis
- Langue originale : aucune (sonore sans dialogues)
- Format : couleurs
- Durée : 4 minutes 32

## Distinctions
- Oscars du cinéma : Oscar du meilleur court-métrage d'animation 1998
- Festival international du film d'animation d'Annecy : prix du réalisateur (Jan Pinkava) 1998
- Festival international du film d'animation de Zagreb : prix du film favori sur Internet 1998
- Célébration mondiale d'animation : prix de la meilleure vidéo professionnelle en 3D 1998
- Annie Award : prix de l'exploit exceptionnel concernant un sujet de film d'animation 1998
- Festival d'animation d'Anima Mundi : 2 prix du meilleur film 1998